# SYN scan
Il SYN scan è un tipo di scansione in cui l'handshake non viene completato. L'attaccante invia un pacchetto TCP con flag SYN attivo e, se la porta da controllare è aperta, riceverà in risposta un pacchetto TCP con i flag SYN e ACK attivi al quale si risponderà chiudendo la connessione con un pacchetto TCP con flag RST attivo.
Se la porta da controllare è chiusa, l'attaccante riceverà un pacchetto TCP con flag RST attivo che chiuderà la connessione. In entrambi i casi, la connessione non verrà mai completata e per questa ragione difficilmente comparirà nei file di log, anche se generalmente viene riconosciuta e registrata dagli IDS.

## Altri tipi di scan
- TCP connect scan
- ACK scan
- NULL scan
- FIN scan
- XMAS scan
- idle scan
- IP protocol scan